# Гробинский край
Гро́бинский край или Гро́биньский край (латыш. Grobiņas novads) — бывшая административно-территориальная единица на западе Латвии. Край состоял из четырёх волостей и административного центра — города Гробиня.
Площадь края составляла 490,2 км². Гробинский край граничил с Руцавским, Ницским, Павилостским, Дурбским и Приекульским краями и городом Лиепая.
Край был образован 1 июля 2009 года из части упразднённого Лиепайского района. В 2021 году, в ходе административно-территориальной реформы, Гробинский край был упразднён, а его территория была включена в состав новообразованного Южно-Курземского края.

## Население
Население на 1 января 2010 года составило 10 220 человека.
Национальный состав населения края по итогам переписи населения Латвии 2011 года распределён таким образом:
| Национальность | Численность, чел. (2011) | %        |
| -------------- | ------------------------ | -------- |
| Латыши         | 8261                     | 88,40 %  |
| Русские        | 476                      | 5,09 %   |
| Белорусы       | 90                       | 0,96 %   |
| Украинцы       | 100                      | 1,07 %   |
| Поляки         | 50                       | 0,54 %   |
| Литовцы        | 297                      | 3,18 %   |
| Другие         | 71                       | 0,76 %   |
| всего          | 9345                     | 100,00 % |

## Территориальное деление
- город Гробиня (латыш. Grobiņas pilsēta)
- Бартская волость (латыш. Bārtas pagasts)
- Гавиезская волость (латыш. Gaviezes pagasts)
- Гробинская волость (латыш. Grobiņas pagasts)
- Медзская волость (латыш. Medzes pagasts)